# 고이 꾸온
고이 꾸온(베트남어: gỏi cuốn) 또는 냄 꾸온(베트남어: nem cuốn)은 바인 짱(라이스 페이퍼)에 돼지고기, 새우, 채소와 허브 등을 넣어 돌돌 말아 만드는 베트남 음식이다. 한국에서는 월남쌈이라 부르기도 하며, 영어권 등지에서는 "베트남 롤(Vietnamese roll)", "베트남 춘권(Vietnamese spring roll)" 또는 "하권(summer roll)"이라 부르기도 한다.

## 이름
베트남어 "고이 꾸온(gỏi cuốn)"은 "회 말이"라는 뜻이다. "고이(gỏi)"는 한자 "膾(한국 한자음: 회)"에서 나온 말로, 익히지 않은 채소나 해산물 등을 일컫는다. "꾸온(cuốn)" 또한 한자 "卷(한국 한자음: 권)"에서 나온 말로, "말이"라는 뜻이다.

## 만들기
물에 적셔 부드럽게 만든 바인 짱(라이스 페이퍼)에 여러 가지 소를 넣고 말아 만든다. 주로 돼지고기 삼겹살과 새우를 넣어 만들지만, 다른 고기·해산물을 넣기도 하고 버섯 등을 넣어 채식용으로 만들기도 한다. 채소와 허브로는 주로 오이와 상추, 민트, 고수 잎, 부추 등이 쓰인다.

## 사진 갤러리

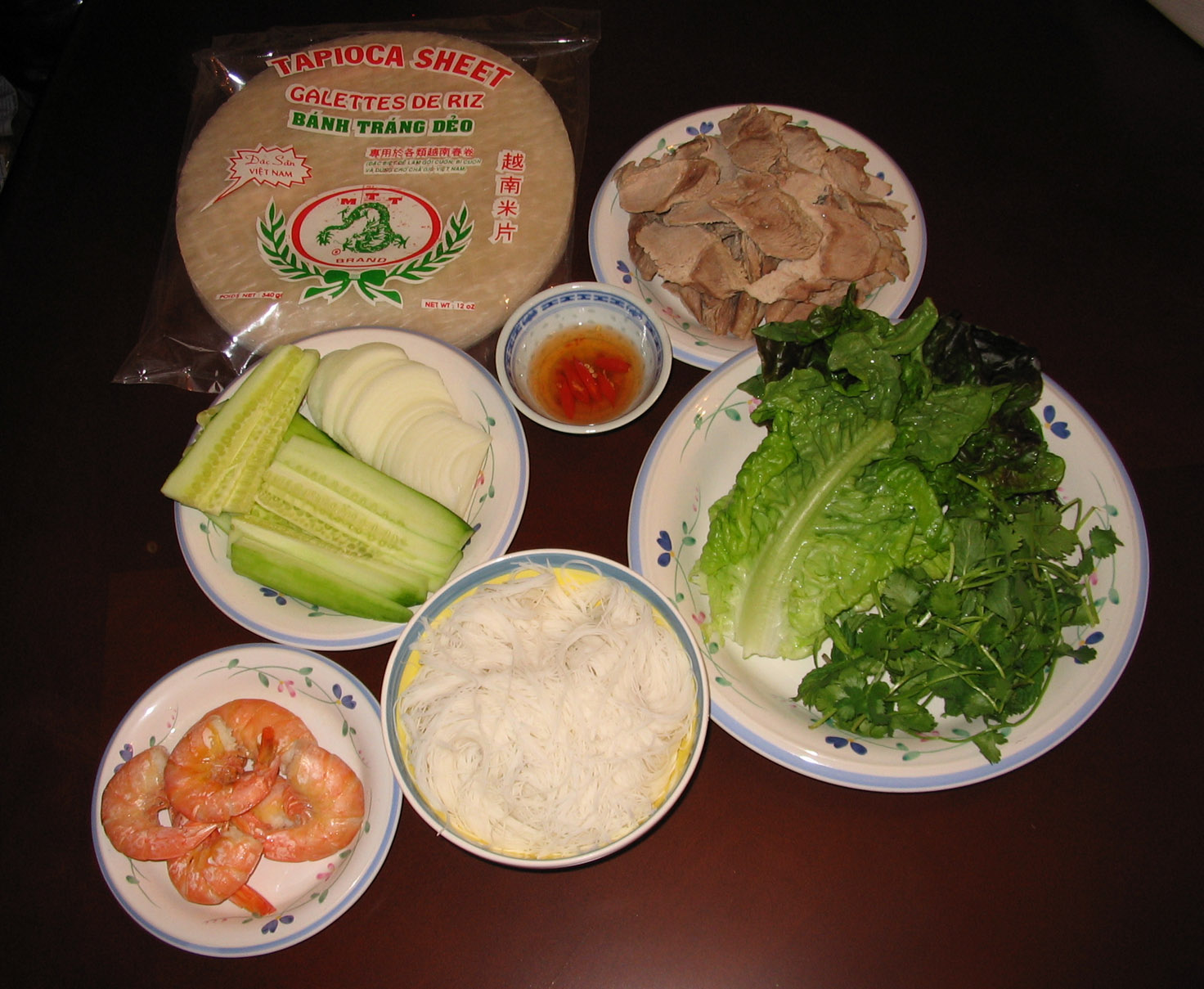
고이 꾸온 재료
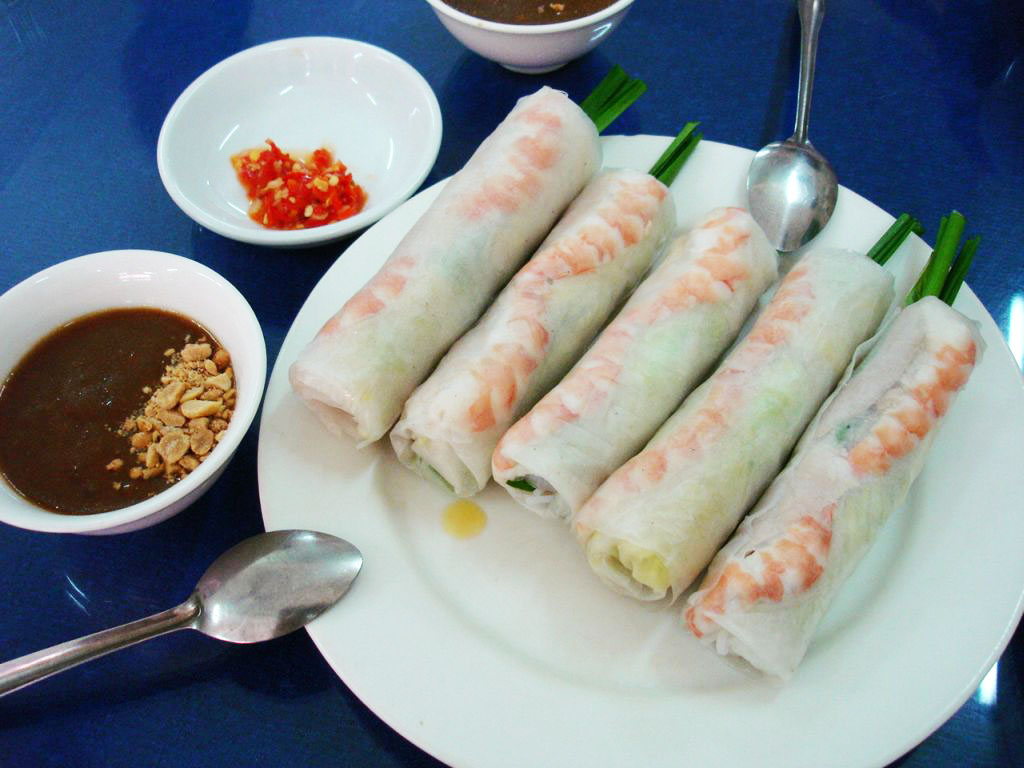
고이 꾸온과 해선장
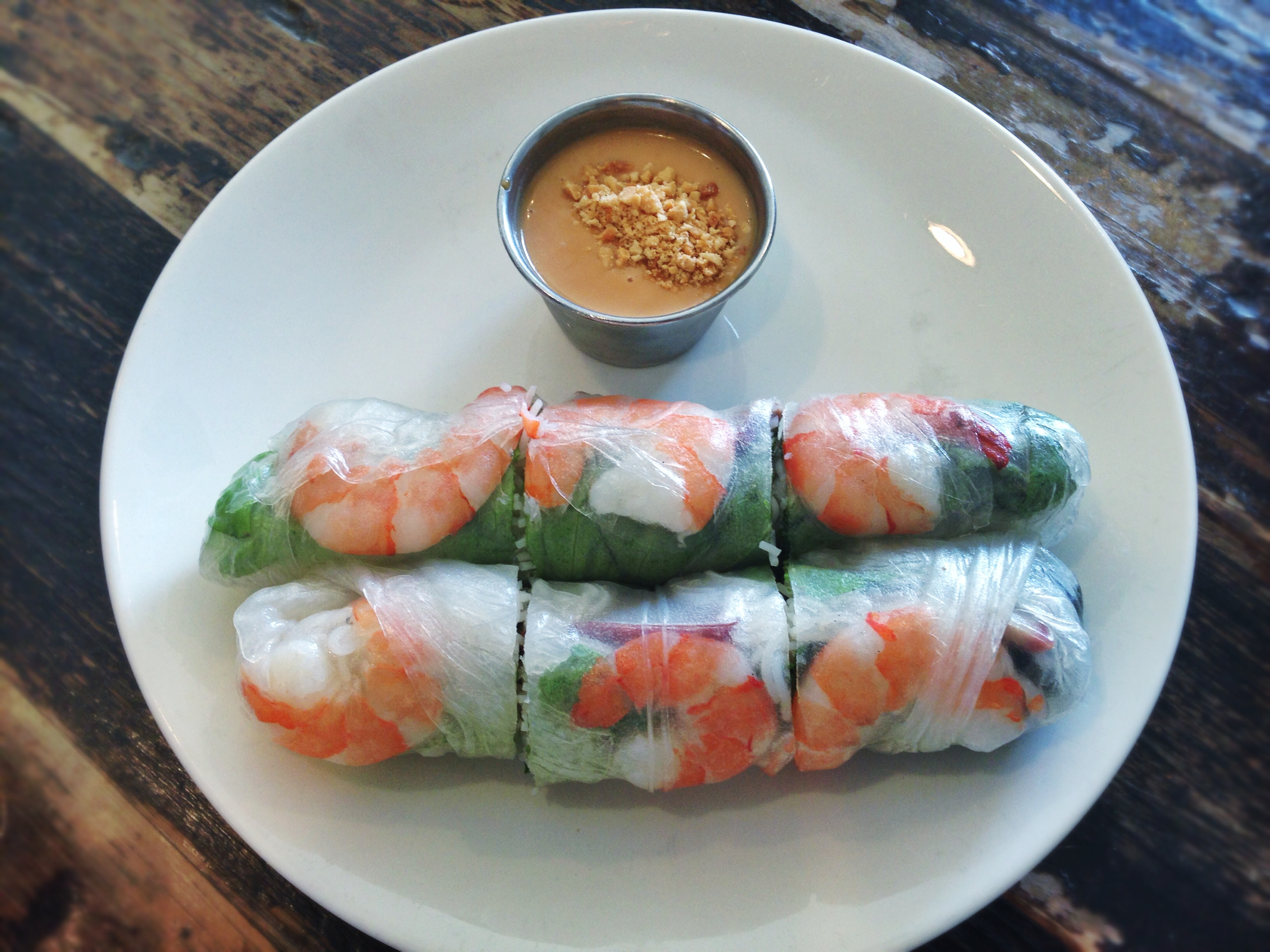
고이 꾸온과 땅콩 소스
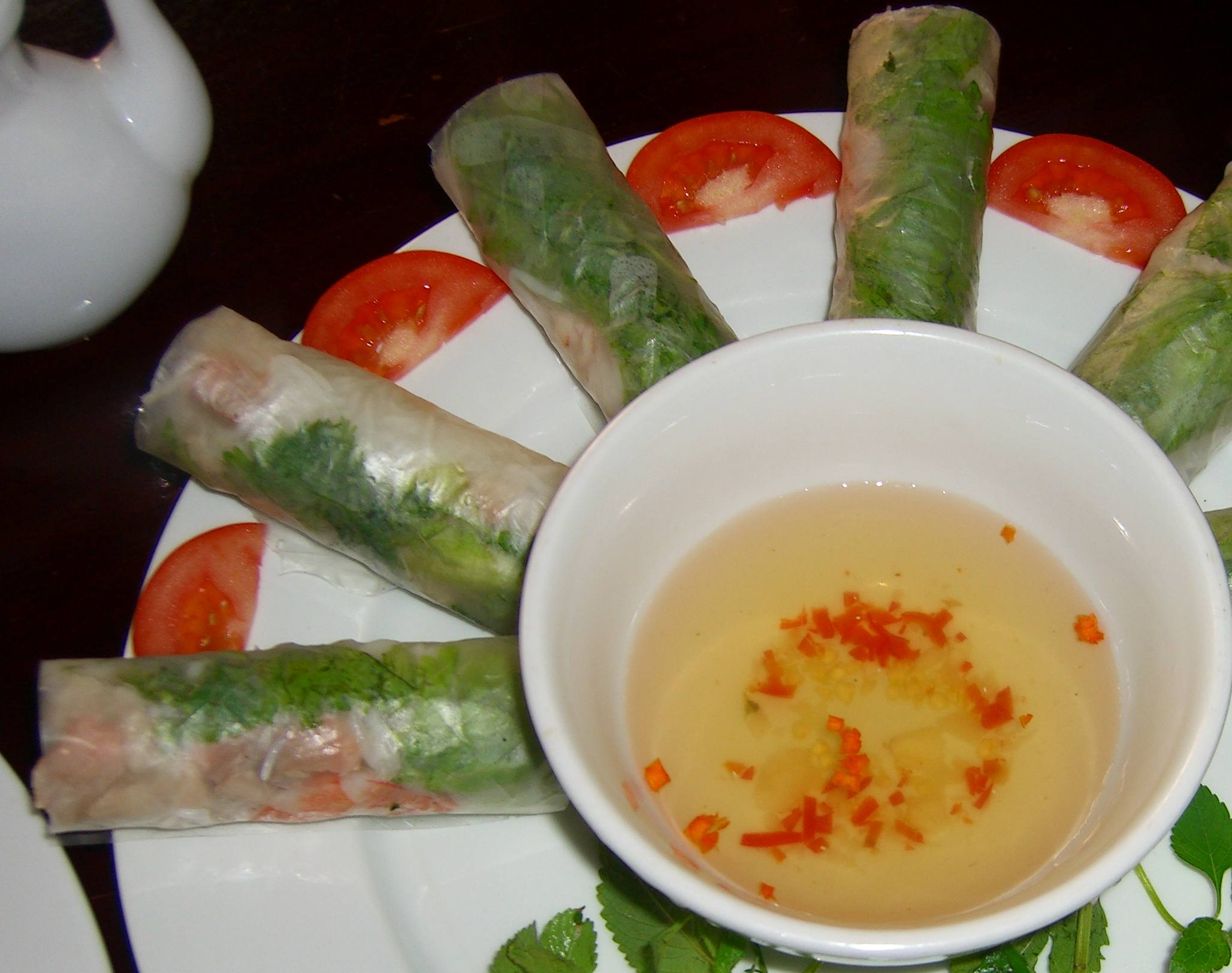
고이 꾸온과 느억 쩜

## 같이 보기
- 보삐어
- 춘권
- 퍼 꾸온